# اننکه
اَنَنْکِه (یونانی: [Ανάγκη] Error: {{Lang}}: متن دارای نشانه‌گذاری ایتالیک است (راهنما)) یکی از قمرهای نامنظم و مخالف‌گرد مشتری است. این قمر در سال ۱۹۵۱ میلادی به‌وسیلهٔ ست بارنز نیکلسون در رصدخانهٔ مونت ویلسون کشف شد و به یاد اننکه، که در اساطیر یونان تجسم نیاز و اضطرار است نامگذاری گردید.
تا سال ۱۹۷۵ هنوز این قمر نام کنونی خود را نداشت و تنها از آن به عنوان ژوپیتر XII یاد می‌شد. میان سال‌های ۱۹۵۵ تا ۱۹۷۵، این قمر گاه با نام ادراستیا (Adrastea) خوانده می‌شد. ادراستیا امروزه نام یکی دیگر از قمرهای مشتری است.
همچنین گروه اننکه به گروهی از قمرهای نامنظم و مخالف‌گرد گفته می‌شود که با شیب حدود ۱۵۰ درجه به دور مشتری می‌چرخند.

## مدار
اننکه در مداری بسیار نامنظم و با انحراف زیاد به دور مشتری می‌چرخد. از سال ۲۰۰۰ میلادی تاکنون ۸ قمر نامنظم دیگر نیز با همچنین مداری کشف شده‌اند.

قمرهای نامنظم و «مخالف‌گرد» مشتری